# Shin Soo-ji
Đây là một tên người Triều Tiên, họ là Shin.
Shin Soo-ji (tiếng Hàn: 신수지 sinh ngày 8 tháng 1 năm 1991) là một cựu vận động viên thể dục nhịp điệu và bowler.

## Cuộc sống cá nhân
Vào ngày 5 tháng 1 năm 2018, có nguồn tin Shin và thành viên Jang Hyun-seung của nhóm nhạc Beast hẹn hò được bốn tháng.

## Sự nghiệp
Shin đã tham dự ba Giải vô địch thế giới, cô đứng vị trí cao nhất hạng 17 trong Giải vô địch thế giới năm 2007. Cô là thành viên của đội tuyển Olympic Hàn Quốc 2008 và đủ điều kiện tham dự Thế vận hội Bắc Kinh 2008, nhưng không tiến được vào vòng chung kết top 10. Shin đứng hạng 12 tại Thế vận hội Bắc Kinh. Cô đã được đào tạo ở Nga với gánh nặng tài chính lớn cho gia đình, mặc dù vào năm 2008, cô đã ký hợp đồng với Sema Sports Marketing.
Shin đã giành huy chương đồng toàn năng tại Giải vô địch châu Á năm 2009. Cô cũng là thành viên của đội thể dục dụng cụ Hàn Quốc năm 2010 đã giành vị trí thứ tư tại Đại hội thể thao châu Á 2010 tại Quảng Châu, Trung Quốc.
Sau khi nghỉ hưu từ thể dục dụng cụ cạnh tranh, Shin làm bình luận viên tại Thế vận hội Olympic London 2012. Shin cũng đã xuất hiện trên một số chương trình truyền hình Hàn Quốc và cô đã làm việc cùng với diễn viên hài Hàn Quốc Heo Kyung Hwan.
Vào năm 2013, Shin đã nổi tiếng toàn cầu với cú ném bóng theo phong cách thể dục dụng cụ mà cô đã thực hiện giữa trận đấu bóng chày giữa Doosan Bears và Samsung Lions tại sân vận động Jamsil ở Seoul, đã lan truyền trên YouTube.

## Quay phim

### Chương trình tạp kỹ
- 2015: Running Man - Khách mời, tập 257.